# Haematopota gallica
Haematopota gallica är en tvåvingeart som beskrevs av Szilady 1923. Haematopota gallica ingår i släktet Haematopota och familjen bromsar. Inga underarter finns listade i Catalogue of Life.